# Marcel Beumer
Marcel Antonius Christianus Beumer (nascido em 12 de março de 1969) é um ex-ciclista holandês, que competia em provas de ciclismo em pista.
Representando os Países Baixos durante os Jogos Olímpicos de 1988, realizados em Seul, Beumer competiu na perseguição por equipes, terminando na décima segunda posição.